# Melina Pérez
Melina Nava Pérez (n. 9 martie 1979), mai cunoscută doar sub numele de Melina, este o sportivă mexicano-americană ce evoluează ca wrestler și este cunoscută pentru perioada sa petrecută în World Wrestling Entertainment în 2004–2011 și 2019–2022.
După ce a devenit interesată în wrestling, Melina s-a alăturat circuitelor independente de wrestling profesionist iar în 2004 WWE-ului. La început, ea a fost manager pentru echipa MNM iar echipa, pe care o administra a câștigat trei titluri la echipe, iar fostul ei iubit și membru al MNM-ului, Johnny Nitro, două titluri intercontinentale. Melina a debutat ca luptătoare independentă în 2005 și este de trei ori campioană feminină, după ce a câștigat centura de două ori în 2007 și a treia oară în 2009.
Întoarcerea în SmackDown(2009):
Pe 13 Aprilie 2009 cu ocazia draftului anual care se desfășoară în WWE, Melina a fost transferată înapoi în 
SmackDown aducând cu ea și prestigiosul titlu feminin pe care îl deținea în acel timp.Melina a redebutat în 
SmackDown pe 15 Mai 2009 ea făcând echipă cu nou debutanta Gail Kim acestea învingându-le pe Alicia Fox și Michelle McCool.După ce Michelle McCool a câștigat un meci pentru a determina cine o va înfrunta pe Melina la PPV WWE"The Bash"pentru centura feminină, Melina a început să piardă în următoarele săptămâni numeroase meciuri fapt ce o declara pe McCool câștigătoare cu mult înainte ca meciul pentru titlu să se fi consumat. 
Melina a pierdut centura feminină la "The Bash" pe 28 Iunie 2009, McCool făcând iar istorie devenind prima divă care a deținut atât centura divelor cât și centura feminină.
Întoarcerea în Raw& Accidentarea ACL:
Pe 12 octombrie 2009, Melina a fost transferată înapoi în Raw cu ocazia unui transfer care implica dive din SmackDown, Raw și ECW.În aceeași seară Mickie James pierduse centura divelor în favoarea lui Jillian Hall.Melina a câștigat centura divelor după ce a învins-o pe Jillian Hall cu un Sunset Flip. Cu această ocazie Melina devenind a treia divă care a fost atât campioană feminină cât și a divelor. 
Pe 29 decembrie, la un eveniment live Melina și-a rupt ligamentul încrucișat anterior. Pe 4 decembrie la Raw a renunțat la titlu din cauza accidentării, acesta declarându-se vacant. 
Reîntoarcerea (2010):
S-a întors în WWE pe 2 august 2010 atacând-o pe atunci campioana divelor Alicia Fox.
La SummerSlam în orașul ei natal Los Angeles,California,Melina a devenit pentru a doua oară campioană a divelor învingând-o pe Alicia Fox.